# Baleal

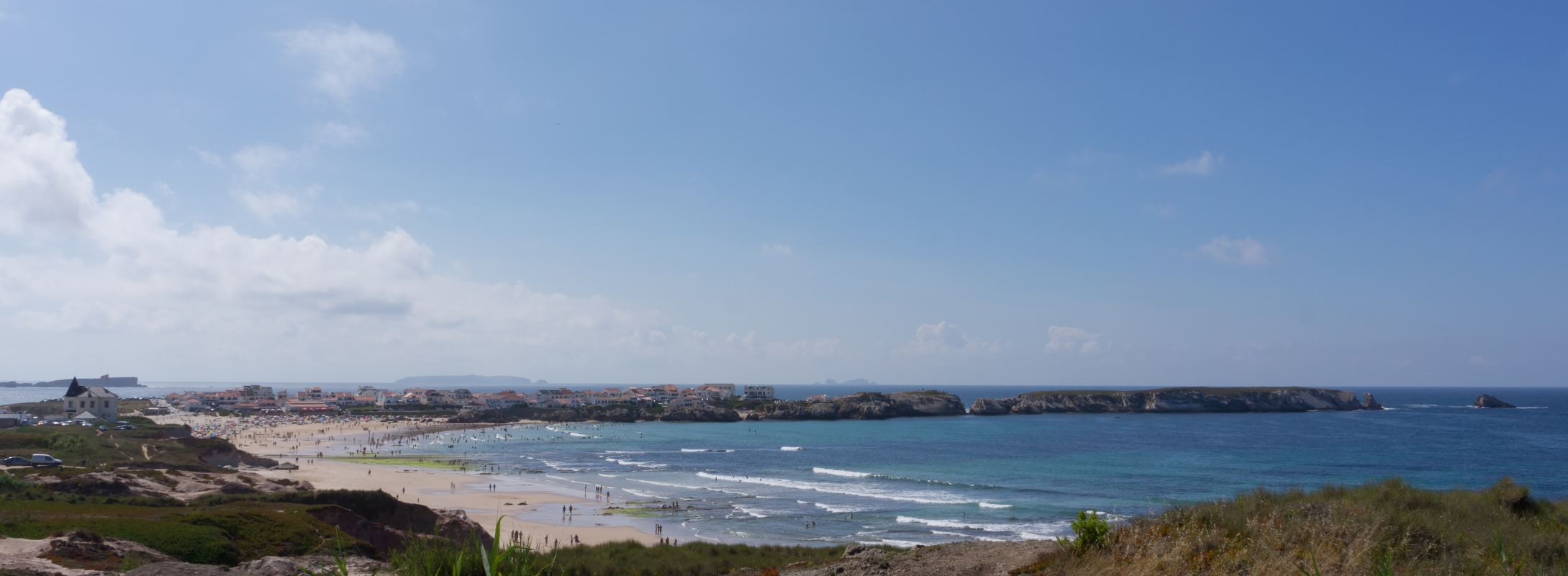
Vista do Baleal, ilha das Pombas e ilhéu de Fora

Baleal é uma pequena península (outrora ilha) situada ao norte de Peniche, na região Oeste,  de Portugal, separada do continente por um tômbolo, formando uma praia de fina areia branca. Na continuidade da península existe, a Sul, o ilhéu de Terra, e a Norte a ilha das Pombas e o ilhéu de Fora.
O Baleal herdou esta denominação devido à grande pesca de baleias e atum no passado.

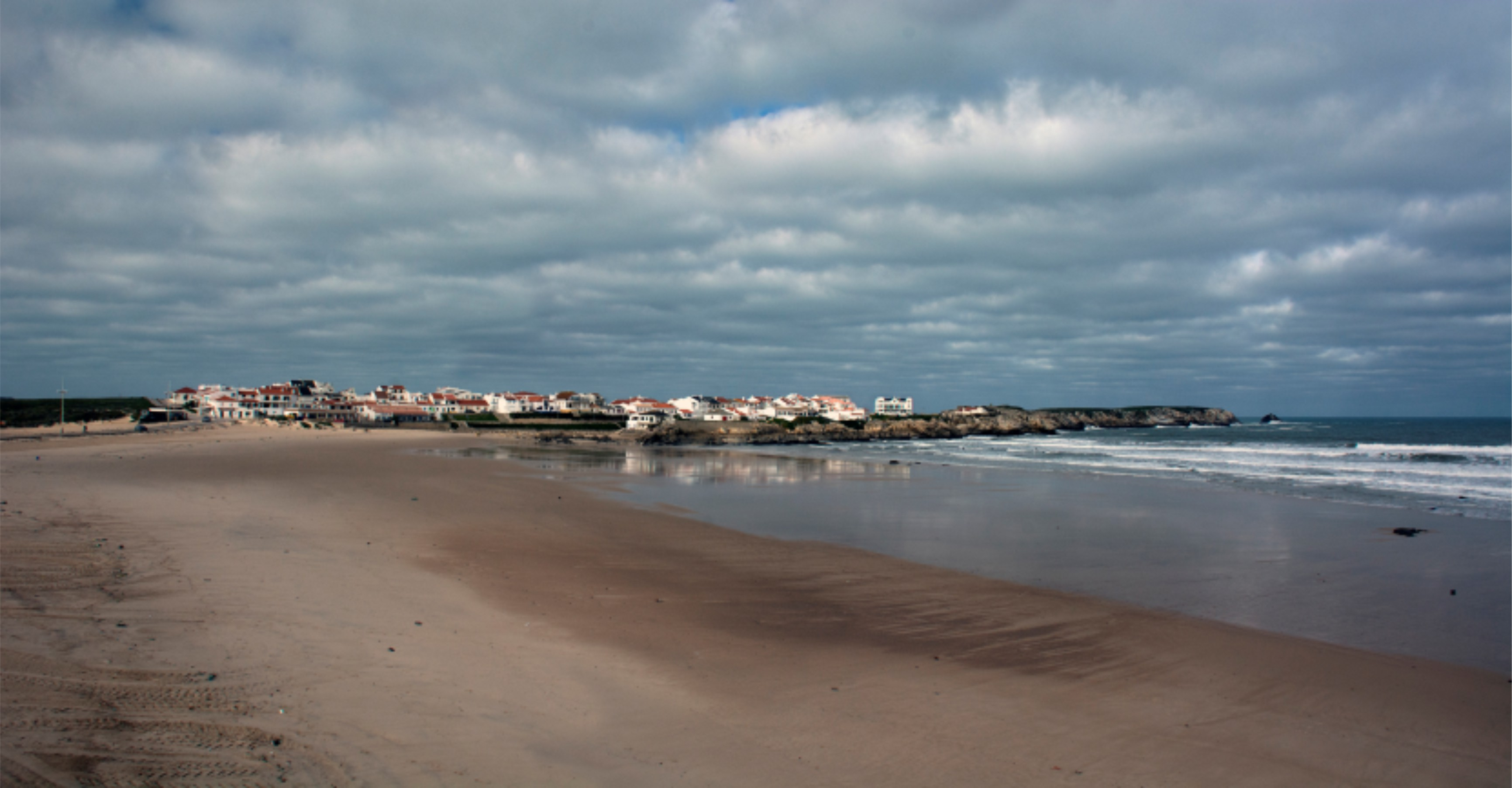
Vista do Baleal a partir da Praia do Baleal (Norte).

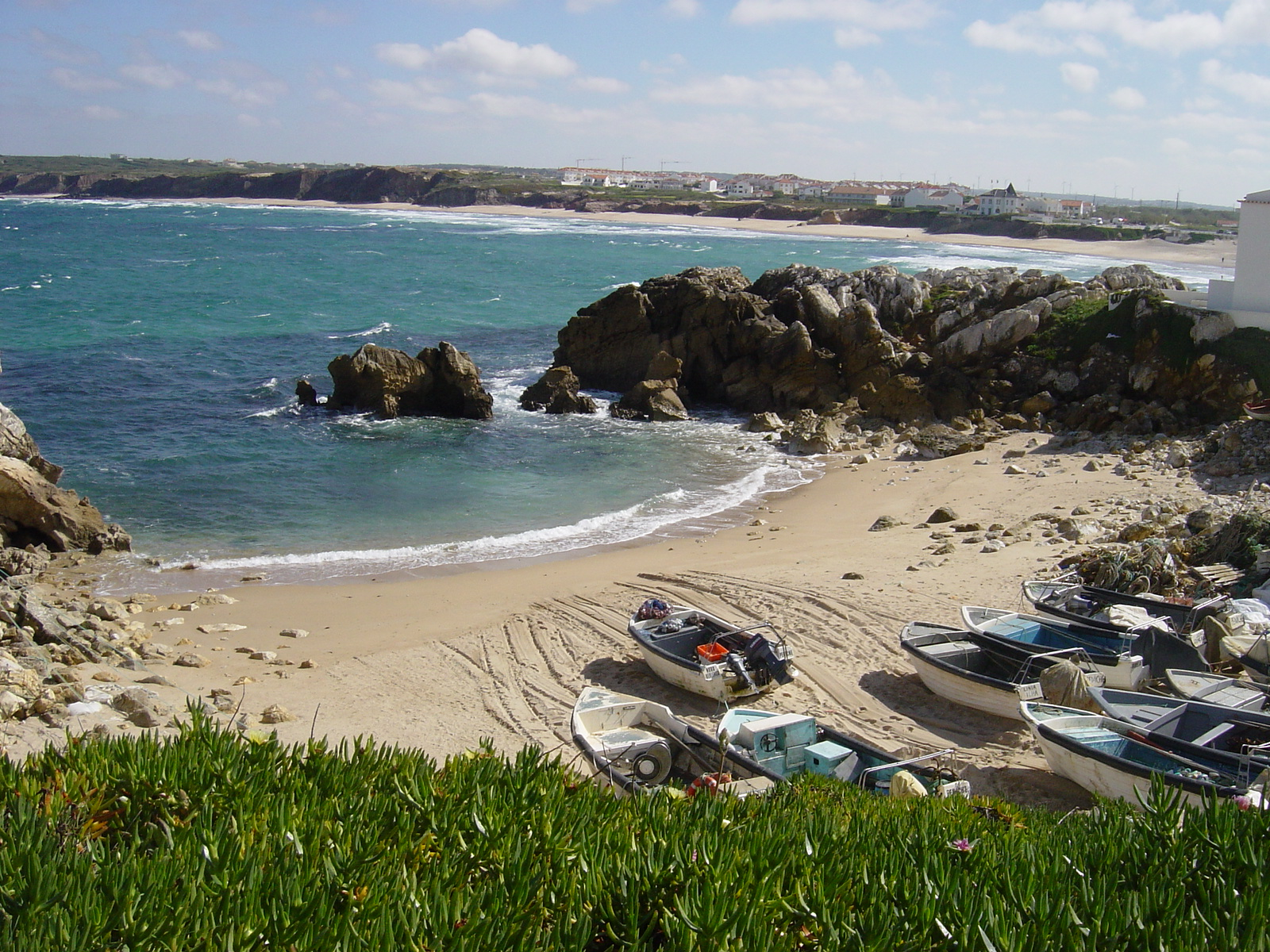
Praia dos Barcos

## Praia e actividades balneares
Inserida no concelho de Peniche, o Baleal tornou-se local de veraneio com um potencial para desportos náuticos. Devido ao seu formato tipo península, no lado norte da estreita língua de areia que liga o pontal do Baleal ao continente, quem se encontra na praia pode simultaneamente estar de costas e de frente e para o mar. Cortada pela única estrada de acesso à localidade, tem agradáveis bares e restaurantes com esplanada, óptima alternativa para dias mais frios. Mar um pouco perigoso e muito vento no Inverno. No lado sul o mar é mais calmo e o vento é mais suave, principalmente no Verão.

## O surf no Baleal
O surgimento da prática desportiva do surf na Freguesia de Ferrel, foi mais ou menos na Praia do Baleal , mais ou menos na década de 80. A partir daí, começou a rápida ascensão   a nível populocional do Baleal, mas sim como a construção de casas, um mini-mercado, casas de surf,bares, estacionamento, e a convivência entre os que são da terra e os estrangeiros que mais ou menos no verão arrendam sempre casa/hostel quer seja no Baleal ou em Ferrel.
Actualmente, a Praia do Baleal é um dos lugares sagrado para os praticantes de surf em Portugal e não só, como por exemplo: Paddle, Pesca, entre outros... O Baleal tem uma característica única que nenhuma praia do país tem, que é o convívio, as diversas línguas que ouvimos e falamos com os surfistas, quer sejam eles de Brasil, França, Reino Unido, Austrália, E.U.A, Canadá, entre outros, na costa marítima de Ferrel, também existem outros lugares maiores e com condições para a prática do surf, desde o Pico da Mota, Almagreira, Lagido, Prainha, Cantinho da Baía e Cova da Alfarroba.

## Património

### Capela de Santo Estêvão[2]
Não se sabe pouco da construção da Capela, mas sabe-se que poderá ter sida construída em honra de Santo Estêvão (Padroeiro dos Pescadores).
A Capela de Santo Estevão, é situada na península do Baleal (dentro da Ilha), é um pequeno templo edificado sobre uma rocha, possivelmente datado do Séc. 16 ou 17. Apresenta uma fachada de carater simples, o seu interior é de só uma nave. Nessa capela, é venerada a par de Santo Estevão, Nossa Senhora das Mercês, cuja imagem se encontra associada a uma lenda. As paredes interiores, são revestidas de azulejo seiscentista e setencista.

### Forte que nunca chegou a ser construído
Em 1808, durante as invasões francesas que ocorreram em Portugal, na qual durou de 8 de Dezembro de 1807 até Setembro de 1808.
Atualmente, restam apenas umas muralhas do forte, poucas e em mau estado. Em Junho de 1808, o General francês Thomières, vivendo permanentemente intranquilo perante a noticia do eminente ataque das tropas inglesas que desembarcaram em Peniche, mandou reparar alguma fortificações arruinadas e também mandou construir uma bateria no carreiro do Cabo Carvoeiro e um pequeno fortim no Baleal, que afinal, nunca chegou a ser construída.

### Chafariz do Baleal
Até 1965, o chafariz era a única fonte de abastecimento da água à população do Baleal. Como o subsolo da ilha, não tinha água, teve de ser feito a leste da ilha, antes do inicio da praia. Este chafariz, foi mandado construir em 1861 e foi pago por José Joaquim Soares de Faria, natural de Lisboa, e que no verão ia para o Baleal.

## Património Natural
O património natural do Baleal, é de rara beleza. A Ilha do Baleal, que à maré cheia, mais parece um cruzeiro, a da ilha das Pombas, a ilha/terra, a escondida e pacata Praia das Cebolas, o porto ou Praia dos Barcos, a praia do lado norte e Lagide, rasa e calma, que se estende desde a Ilha até à Praia da Almagreira com as Pedras Muitas e a Pedra Ruiva, são um dos verdadeiros tesouros de pesca natural e também de banho. Depois temos a praia do lado do Sul (Baía) que desde a Ilha da Terra (“Ilhóterra”) se estende, de forma semicircular, ao longo de mais de três quilómetros até à Praia de Peniche de Cima.